# Европско првенство у атлетици на отвореном 1990 — 200 метара за мушкарце
Трка на 200 метара у мушкој конкуренцији на Европском првенству у атлетици 1990. у Сплиту одржана је 29. и 30. августа на стадиону Пољуд.
Титулу освојену 1986. у Штутгарту, није бранио Чуранди Мартина из Холандије.

## Земље учеснице
Учествовало је 20 такмичарке из 14 земаља. 
1. Белгија (1)
2. Бугарска (1)
3. Данска (1)
4. Западна Немачка (1)
5. Италија (2)
6. Кипар (1)
7. Норвешка (1)
8. Португалија (2)
9. Совјетски Савез (1)
10. Турска (1)
11. Уједињено Краљевство (3)
12. Француска (3)
13. Швајцарска (1)
14. Шпанија (1)

## Рекорди
| Рекорди пре почетка Европског првенства 1990.     | Рекорди пре почетка Европског првенства 1990. | Рекорди пре почетка Европског првенства 1990. | Рекорди пре почетка Европског првенства 1990. | Рекорди пре почетка Европског првенства 1990. | Рекорди пре почетка Европског првенства 1990. |
| ------------------------------------------------- | --------------------------------------------- | --------------------------------------------- | --------------------------------------------- | --------------------------------------------- | --------------------------------------------- |
| Светски рекорд                                    | Пјетро Менеа                                  | Италија                                       | 19,72                                         | Мексико Сити, Мексико                         | 12. септембар 1979.                           |
| Европски рекорд                                   | Пјетро Менеа                                  | Италија                                       | 19,72                                         | Мексико Сити, Мексико                         | 12. септембар 1979.                           |
| Рекорди Европских првенстава                      | Пјетро Менеа                                  | Италија                                       | 20,16                                         | Праг, Чехословачка                            | 1. септембар 1979.                            |
| Светски рекорд сезоне                             | Мајкл Џонсон                                  | Сједињене Државе                              | 19,85                                         | Единбург, Уједињено Краљевство                | 6. јул 1990.                                  |
| Европски рекорд сезоне                            | Џон Риџиз                                     | Велика Британија                              | 20,28                                         | Бирмингем, Уједињено Краљевство               | 4. август 1990.                               |
| Рекорди после завршетка Европског првенства 1990. |                                               |                                               |                                               |                                               |                                               |
| Рекорди Европских првенстава                      | Џон Риџиз                                     | Велика Британија                              | 20,11                                         | Сплит, Југославија                            | 30. август 1990.                              |

## Најбољи резултати у 1990. години
Најбржи атлетичари 1990. године на 200 метара пре почетка европског првенства (26. августа 1990) заузимали су следећи пласман на европској и светској ранг листи (СРЛ).
| 1. | Џон Риџиз           | Велика Британија | 20,28 | 4. август  | 5. СРЛ  |
| 2. | Aleksandr Goremykin | Совјетски Савез  | 20,47 | 11. август | 16. СРЛ |
| 3. | Тамаш Молнар        | Мађарска         | 20,64 | 21. мај    | 21. СРЛ |
| 4. | Дмитриј Бартењев    | Совјетски Савез  | 20,69 | 19. август | 25. СРЛ |

Такмичари чија су имена подебљана учествовали су на ЕП.

## Освајачи медаља
|                                |                            |                                     |
| Џон Риџиз Уједињено Краљевство | Жан-Шарл Труабал Француска | Линфорд Кристи Уједињено Краљевство |

## Резултати

### Квалификације
У квалификацијама такмичари су биле подељени у три групе. За финале су се квалификовала прва четири из групе (КВ), и четири по постигнутом резултату (кв).
| Пласман | Група | Атлетичар         | Земља                | Резултат | Белешке |
| ------- | ----- | ----------------- | -------------------- | -------- | ------- |
| 1.      | 2     | Жан-Шарл Труабал  | Француска            | 20,45    | КВ      |
| 2.      | 3     | Сандро Флорис     | Италија              | 20,47    | КВ      |
| 3.      | 2     | Олег Фатун        | Совјетски Савез      | 20,56    | КВ      |
| 4.      | 2     | Николај Антонов   | Бугарска             | 20,64    | КВ      |
| 5.      | 1     | Џон Риџиз         | Уједињено Краљевство | 20,67    | КВ      |
| 6.      | 2     | Патрик Стивенс    | Белгија              | 20,76    | КВ      |
| 7.      | 2     | Marcus Adam       | Уједињено Краљевство | 20,79    | кв      |
| 8.      | 3     | Alain Reimann     | Швајцарска           | 20,81    | КВ      |
| 9.      | 3     | Линфорд Кристи    | Уједињено Краљевство | 20,85    | КВ      |
| 10.     | 1     | Gilles Quénéhervé | Француска            | 20,87    | КВ      |
| 11.     | 3     | Петер Клајн       | Западна Немачка      | 20,87    | КВ      |
| 12.     | 2     | Луис Барозо       | Португалија          | 20,89    | кв      |
| 13.     | 1     | Стефано Тили      | Италија              | 20,92    | КВ      |
| 14.     | 2     | Ларс Педерсен     | Данска               | 21,02    | КВ      |
| 15.     | 2     | Aham Okeke        | Норвешка             | 21,14    | кв      |
| 16.     | 1     | Енрике Талавера   | Шпанија              | 21,15    | кв      |
| 17.     | 1     | Pedro Agostinho   | Португалија          | 21,16    |         |
| 18.     | 3     | Анинос Маркулидес | Кипар                | 21,41    |         |
| 19.     | 3     | Бруно Мари-Роз    | Француска            | 21,46    |         |
| 20.     | 1     | Barış Özatman     | Турска               | 21,47    |         |

### Полуфинале
У полуфиналу такмичари су биле подељени у две групе. За финале су се квалификовали прва четири из обе групе (КВ).
| Пласман | Група | Атлетичар         | Земља                | Резултат | Белешке |
| ------- | ----- | ----------------- | -------------------- | -------- | ------- |
| 1.      | 1     | Џон Риџиз         | Уједињено Краљевство | 20,16    | КВ      |
| 2.      | 1     | Жан-Шарл Труабал  | Француска            | 20,54    | КВ      |
| 3.      | 2     | Линфорд Кристи    | Уједињено Краљевство | 20,56    | КВ      |
| 4.      | 1     | Николај Антонов   | Бугарска             | 20,67    | КВ      |
| 5.      | 2     | Сандро Флорис     | Италија              | 20,72    | КВ      |
| 6.      | 1     | Стефано Тили      | Италија              | 20,75    | КВ      |
| 7.      | 1     | Marcus Adam       | Уједињено Краљевство | 20,83    |         |
| 8.      | 2     | Олег Фатун        | Совјетски Савез      | 20,86    | КВ      |
| 9.      | 2     | Патрик Стивенс    | Белгија              | 20,95    | КВ      |
| 10.     | 2     | Gilles Quénéhervé | Француска            | 21,00    |         |
| 11.     | 1     | Петер Клајн       | Западна Немачка      | 21,06    |         |
| 12.     | 1     | Alain Reimann     | Швајцарска           | 21,07    |         |
| 13.     | 1     | Ларс Педерсен     | Данска               | 21,21    |         |
| 14.     | 2     | Луис Барозо       | Португалија          | 21,25    |         |
| 15.     | 1     | Енрике Талавера   | Шпанија              | 21,31    |         |
| 16.     | 2     | Aham Okeke        | Норвешка             | 21,37    |         |

### Финале
| Пласман | Атлетичар        | Земља                | Резултат | Белешке |
| ------- | ---------------- | -------------------- | -------- | ------- |
|         | Џон Риџиз        | Уједињено Краљевство | 20,11    | РЕП     |
|         | Жан-Шарл Труабал | Француска            | 20,31    |         |
|         | Линфорд Кристи   | Уједињено Краљевство | 20,33    |         |
| 4.      | Стефано Тили     | Италија              | 20,66    |         |
| 5.      | Николај Антонов  | Бугарска             | 20,68    |         |
| 6.      | Олег Фатун       | Совјетски Савез      | 20,77    |         |
| 7.      | Патрик Стивенс   | Белгија              | 20,80    |         |
| 8.      | Сандро Флорис    | Италија              | 20,84    |         |